# 西鲁埃洛斯
西鲁埃洛斯，是西班牙卡斯蒂利亚-拉曼恰托莱多省的一个市镇。总面积23平方公里，总人口374人（2001年），人口密度16人/平方公里。